# NuMA

La NuMA (del inglés Nuclear Mitotic Apparatus) es una proteína intranuclear que en los humanos está codificada por el gen NUMA1, esta proteína está compuesta por 2115 aminoácidos y tiene un peso molecular de 236 kilodaltons (kDa). Su función es principalmente estructural como integrante del aparato mitótico pues interviene activamente durante el ciclo celular durante la mitosis de las células construyendo y organizando el huso acromático, ayuda en la formación del nuevo núcleo celular y en la regulación de genes.

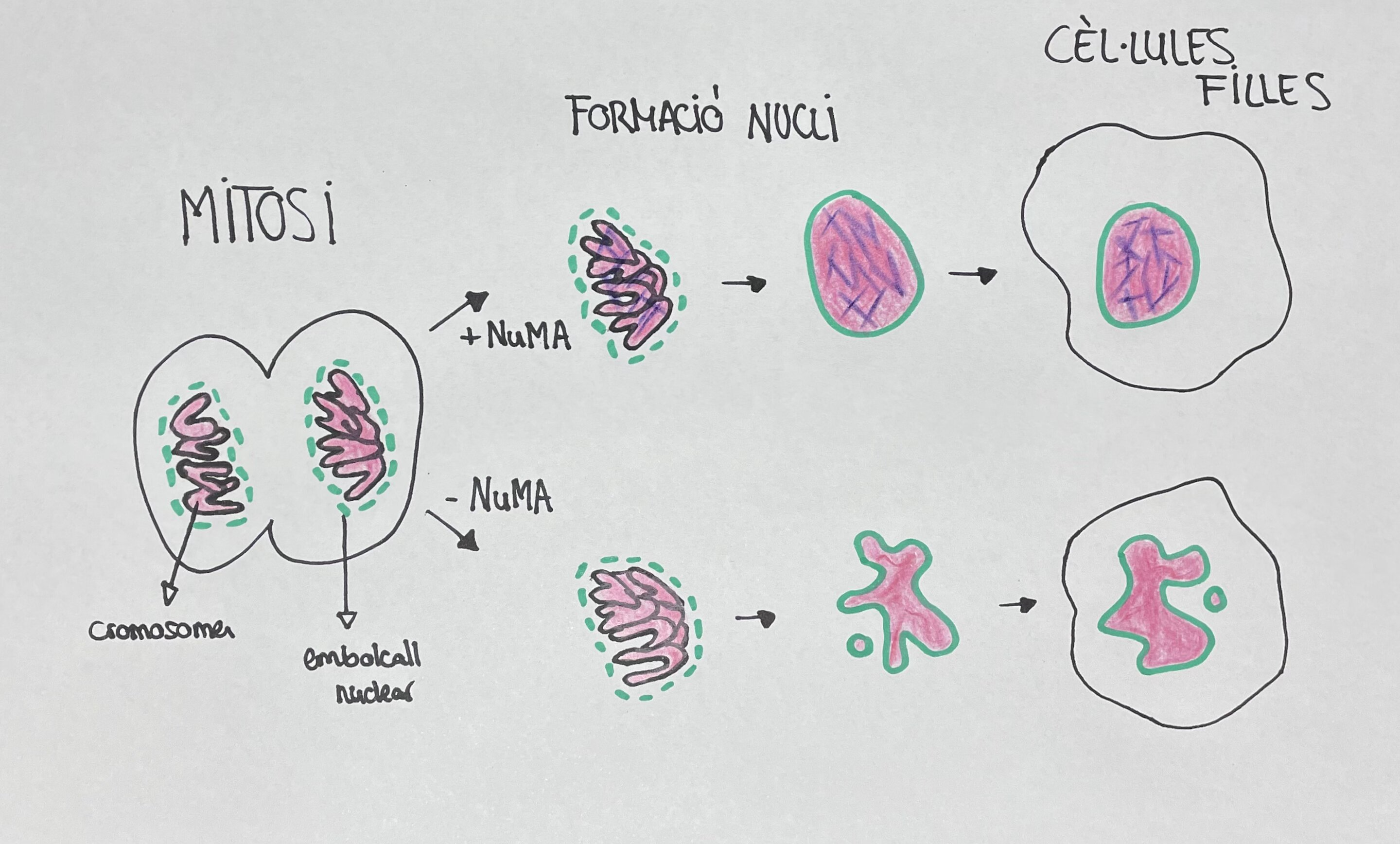
El rol de la proteína NuMA en la creación del núcleo y de su mecanismo

## Estructura

### Estructura primaria

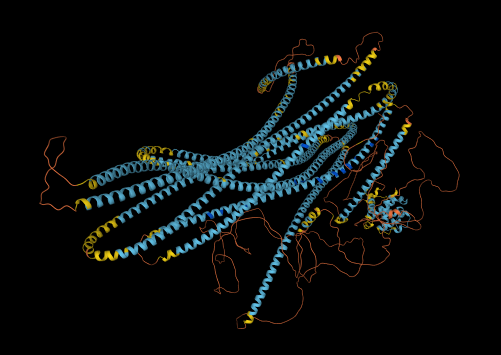
Estructura de la proteína NuMA. Secuencia obtenida de: Uniprot. Estructura azul: hélice α. Estructura amarilla: giros. Estructura naranja: giro o estructura no definida. Estructuras en forma de flecha: laminas β.

En su estructura primaria, la proteína NuMA está compuesta por 2115 aminoácidos y posee un peso molecular de 236 kDa.

### Estructura tridimensional y dominios
Estudios trataron de predecir su estructura sugiriendo que  la estructura tridimensional de NuMA-CTDP podría ser principalmente β, esta región sería una zona de interacciones moleculares.
Estructuralmente es una bobina enrollada de doble hebra que tiene un alto potencial para formar polímeros filamentosos. Consta de dos dominios globulares N-terminales y C-terminales y un dominio central helicoidal  α central largo (unos 210 nanómetros (nm) aprox) más o menos flexible en el cual aparecen regiones intrínsecamente desestructuradas. El dominio de la cola globular contiene la secuencia de dirección nuclear, es decir, el sitio de unión al huso mitótico.
Los  dominios globulares interaccionan con muchos factores mientras que la función de la región central está relacionada con regulaciones estructurales y probablemente intermoleculares.
Los dominios globulares interactúan con muchos factores, mientras que la región central tiene funciones reguladoras estructurales y probablemente intramoleculares, como se describe a continuación.
Por otro lado, se ha demostrado que NuMA presenta al menos tres isoformas, las cuales difieren principalmente en el extremo carboxilo y han sido generadas mediante el corte y empalme de un precursor químico común a partir de un solo gen NuMA. En función del tipo de isomerasa que presente la proteína, puede variar su localización dentro del núcleo:
- Isoforma NuMA-1: se encuentra en núcleos en interfase y se concentra en regiones polares del aparato del huso en células mitóticas.[7]
- Isoforma NuMA-2 y NuMA-3: al inicio en la interfase se encuentran en el citosol localizadas en la región centrosomal y al entrar la célula en mitosis se trasladan al polo del huso mitótico.[7]

La isoforma 1 de NuMA humana ( NP_006176 ) consta de 2115 aminoácidos (Aa) , mientras que la isoforma 2 ( NP_001273490 ) carece de 14 Aas en la región de 1539-1552.
NuMA forma un homodímero a través de su región central en espiral.  La estructura central en forma de varilla tiene una longitud promedio de ∼207 nm y un grosor de ∼2–3 nm, mientras que las estructuras globulares N-terminal y C-terminal muestran un diámetro de ∼14 y ∼15 nm, respectivamente.

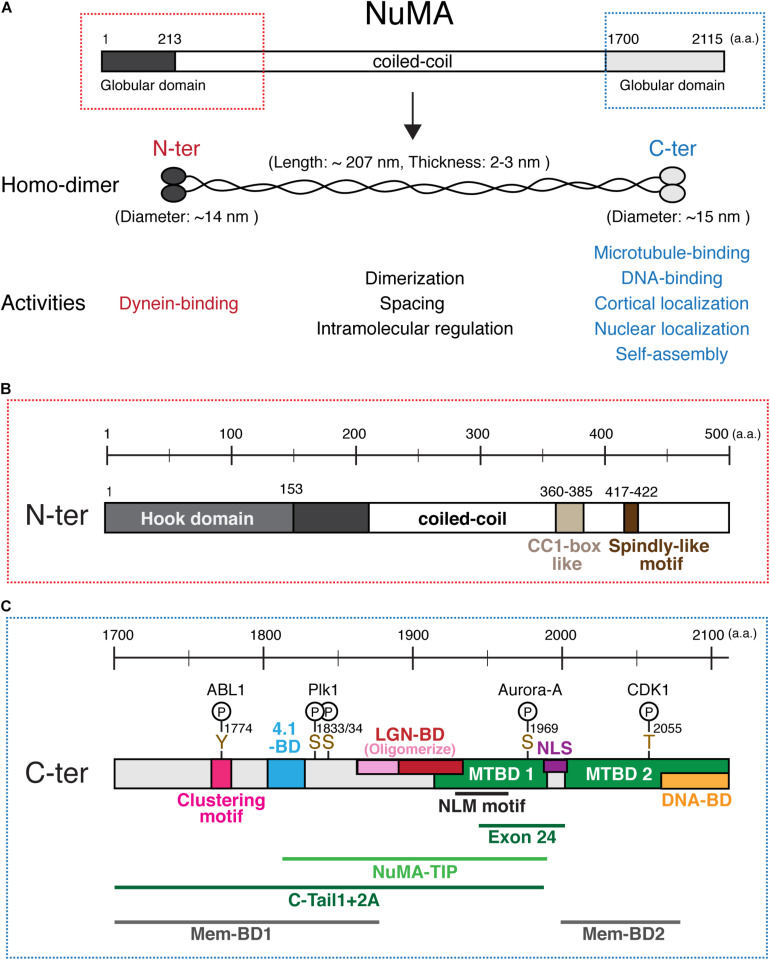
Estructura de dominio de NuMA. (A) Diagramas de NuMA de longitud completa.

## Localización
La distribución y función de NuMA está controlada por procesos de fosforilación y desfosforilación. Tras la fosforilación, NuMA se dispersa por el citoplasma asociándose a la dineína/dinactina citoplasmática, en cambio, cuando se produce su desfosforilación se produce la pérdida de dicha asociación y se produce la formación de nuevos núcleos en interfase al desmontarse el huso mitótico.

#### Distribución de NuMA en el ciclo celular
- Durante la interfase, NuMA se localiza dentro de la matriz nuclear y, al inicio de la mitosis, se dirige desde el núcleo hacia dos estructuras centrosómicas que, posteriormente, pasarán a formar parte del polo del huso mitótico.[10]

- En la profase, se encuentra restringida a la intercromatina .[11]
- En metafase , tras la ruptura de la envoltura nuclear, debido a su unión con los microtúbulos y de dineína-dinactina , se desplaza desde la zona media del huso hacia los polos de este a través de sus fibras hasta llegar a la corteza celular durante el transcurso de la mitosis.[12]

- En la anafase, se redistribuye hacia el núcleo y se concentra donde se unen las láminas nucleares.[13]
- Finalmente, en la telofase, NuMA en seguida se vuelve a asociar con los cromosomas mientras se produce la restauración nuclear localizándose previamente a lo largo de los microtúbulos y específicamente en los extremos de estos.[14]

## Funciones
NuMA es una proteína esencial en el proceso de mitosis celular al construir y organizar el huso acromático, la formación nuclear y la regulación de genes.

### Durante el ciclo celular
- Durante la interfase, es específicamente responsable de la unión de los microtúbulos a través de su región carboxilo terminal por lo que se une al ADN y a los cromosomas in vitro, y, al mismo tiempo, su espiral regula la movilidad nuclear.[15]
- Durante la metafase, desempeña un papel importante en la regulación correcta de la orientación del huso mitótico partiendo de un complejo ternario compuesto por proteínas alfa GPSM2 y G (i), que regulan el reclutamiento y anclaje del complejo dineína-dinactina en las regiones de la corteza de las células mitóticas situadas por encima de los dos polos del huso.[16]
- Durante la anafase,  participa en la regulación del alargamiento del huso y la segregación cromosómica al medir el reclutamiento y la acumulación del complejo dineína-dinactina en la membrana celular de la región cortical polar a través de la asociación directa con el fosfatidilinositol 4,5-bisfosfato (PI (4,5) P2). Además, en esta fase, su unión a la membrana regulada por el ciclo celular permite la separación eficiente de los cromosomas.[17]
- Durante la telofase, los anticuerpos NuMA provocan un reenganche nuclear anormal a pesar de la segregación cromosómica aparentemente normal.[18]

### Inhibición
Por otro lado, la degradación de la proteína NuMA se utiliza como marcador de apoptosis celular pues la escisión apoptótica en su extremo C-terminal está relacionada con la interrupción nuclear y la amplificación de la muerte. Asimismo, podemos encontrar otra proteína, LGN, que se une con alta afinidad a la cola C-terminal de NuMA bloqueando su capacidad para unirse y estabilizar microtúbulos, por lo tanto, regula la organización del huso a través de la inhibición de la función NuMA.

## Interacciones
Las interacciones de NuMA a través de su región C-terminal definen sus localizaciones subcelulares y su función:
- NuMA se asocia a la dineína/dinactina en el citoplasma. Formando un complejo de unión que está muy relacionado con la movilidad del centrosoma, el cual se encarga de la organización y estabilización de los polos del huso.[9][22] La unión a la dineína se lleva a cabo a través de su dominio N-terminal, y proporciona el impulso necesario para enfocar los extremos negativos de los microtúbulos en los polos del huso.[9][21]

#### Algunas de sus interacciones más comunes son
- Con la leucine/glycine/asparagine-repeat-containing protein (LGN) para formar el complejo NuMA/LGN/Gαi en la corteza de las células mitóticas. Se encarga del reclutamiento y activación de la dineína, al igual que interviene bloqueando la capacidad de la NuMA para unirse y estabilizar los microtúbulos , de esta forma regula la organización del huso a través de la inhibición de la función NuMA.[20] Por tanto, NuMA tiene un papel conservado en el posicionamiento del huso en la corteza mitótica.[21]

- Con Astrin (proteína asociada al huso y cinetocoro) a través de la unión de la C-terminal de NuMA al extremo C de Astrin, dicha unión ayuda a reclutar Astrin a los microtúbulos y, gracias a la dineína citoplasmática  Astrin se acumula y se transporta para ser distribuido de forma equilibrada entre los polos del huso y los cinetocoros. Por otro lado, si se produce una reducción en los niveles de Astrin, NuMA no podría concentrarse de manera eficiente en los polos del huso. De esta forma se concluye que la interacción de NuMA -Astrin, siendo ambos dos reguladores importantes de la mitosis, tienen un papel esencial para una división celular precisa[23]

- Con Rae 1, interacciona con el dominio carboxi terminal de NuMA al unirse a los microtúbulos, lo que permite que un dímero de NuMA funcione como un reticulante "divalente"  convirtiéndose en un elemento crítico para la formación normal del huso bipolar en la mitosis.[24]

## Importancia biomédica (Enfermedades relacionadas)
La NuMA puede estar relacionada con el cáncer de ovario epitelial. Se ha descubierto que hay una relación con la sobreexpresión de Numa en tejidos tumorales en comparación con la de tejidos ováricos normales. Esta conclusión se sacó a partir de un análisis de microarray en los diferentes tejidos. En la que mostró la diferencia de expresión de la proteína en ambos casos. Se tenían en cuenta los valores de la edad, el grado de la enfermedad y el estadio de esta.
También se ha investigado la presencia de NuMA en relación con las células de cáncer de mama humano. Para ello se estudiaron este tipo de células dependientes de estrógenos en cultivos y se pudo observar como la proteína NuMA desaparecía del núcleo de las células inactivas, es decir, de aquellas que no se reproducían propagando el cáncer. A raíz de estos resultados se pudo relacionar que las células no proliferantes (aquellas que no se reproducen o dividen) y aquellas que son altamente diferenciadas (que no se parecen entre las otras de su alrededor) carecían en gran proporción de NuMA. Por otra parte, también se descubrió que una célula es capaz de perder su NuMA y que no haya efectos en la forma de su núcleo. De este dato se sugirió que la NuMA podría ser un componente no sustancial del núcleo durante la interfase.
Cabe añadir que estos resultados están contrastados con otros estudios que no apoyan la idea de que las posibles variantes o carencias de la NuMA en las células sea un factor de susceptibilidad ante el cáncer de mama.

## Mutaciones
Una mutación en el cambio de sentido de lectura se produce cuando el cambio de un solo par de bases da lugar a la sustitución de un aminoácido en la proteína resultante. Esta sustitución de un aminoácido puede no tener ningún efecto, o puede dar lugar a una proteína no funcional.
Algunas de las mutaciones más importantes que presenta NuMA son: 
| Mutación             | Consecuencia |
| -------------------- | --- |
| E1910A               | Elimina la interacción con GPSM2. |
| T2055D               | Aumenta la localización en los polos del husillo. Disminuye la localización en la corteza celular. |
| T2055A               | Aumenta la acumulación prematura en la membrana celular de la región cortical polar en profase y metafase. Reduce la asociación con el huso mitótico. Mayor aleatorización de la orientación del husillo. |
| T2055D               | Aumenta la localización en los polos del husillo. Disminuye la localización en la corteza celular. |
| T2015A S2087A T2106A | Suprime la asociación con el huso mitótico y aumenta la acumulación prematura en la corteza celular durante la metafase                                                                                   |